# إما تفوز أو تموت
إما تفوز أو تموت (بالإنجليزية: You Win or You Die)‏ هي الحلقة السابعة من الموسم الأول من المسلسل الفانتازي صراع العروش، والمُقتبس من سلسلة روايات أغنية الجليد والنار للمؤلف جورج ر. ر. مارتن، وهي الحلقة رقم 7 من المسلسل ككل. عُرضت الحلقة لأول مرة في 29 مايو 2011، على شبكة إتش بي أو المُنتجة للمسلسل، وكانت من كتابة ديفيد بينيوف، ودي. بي. وايس، ومن إخراج دانيال ميناهان.

## ملخص الحلقة
في شمال البلاد عند الحائط، يقوم (جون سنو) وأصحابه في جماعة الحرس الليلي بترديد وعودهم وأقسامهم التي إذا خالفوا أياً منها مصيرهم الموت. وفي القارة الشرقية، يدرك (دروغو) أن هناك مكيدة لتسميم زوجته (دينريس) فيغضب ويقسم بأن بغزو «ويستروس» وقتل (روبرت) ويكون هو حاكم الممالك السبعة. أما في العاصمة، وهو الحدث الرئيسي في الحلقة. (نيد) يواجه (سيرسي) ويكتشف أن جميع أولادها هم أولاد حرام من أخيها (جايمي) وأن ابنه (بران) رآها هي و(جايمي) أثناء العلاقة الحميمية فقاموا بدفعه ليسقط، وأخبرها أنه سيخبر (روبرت) حالما يعود من الصيد؛ يعود (روبرت) من رحلته مصاب بجروح خطيرة إثر خنزير بري هاجمه، ويقوم بكتابتة وصيته وهي أن يحكم (نيد) البلاد حتى يكبر ابنه (جوفري) ثم ينتقل الحكم إليه. ثم يطلب (نيد) من (اللورد باليش) التعاون معه على طرد آل (لانستر) من المدينة كاشفا  له أن (جوفري) وبقية إخوته ليسوا من نسل (روبرت) مما يجعل الوريث الحقيقي للعرش هو (ستانس) الأخ الأصغر لـ(روبرت براثيون). وبعد أن تأكد (نيد) من جمع الحلفاء، يقدم (نيد) وبصحبته وصية (روبرت) إلى قاعة الحكم ويخبر (سيرسي) أنه من الأفضل لها أن تغادر المدينة، ليكتشف بذلك أن جميع الحلفاء الذين جمعهم هم بالحقيقة موالون لـ آل (لانستر) فقاموا بمهاجمته وقتل جنوده.

## الإنتاج
سيناريو الحلقة كان من كتابة ديفيد بينيوف، ودي. بي. وايس، وأُختير دانيال ميناهان لإخراجها. كان ماثيو جينسن ‏ مديرًا لتصوير الحلقة، ومارتن نيكولسون محررًا لها، أما موسيقى الحلقة التصويرية فكانت من تلحين رامين جوادي.

## نسب المشاهدة
| الموسم | الموسم | رقم الحلقة | رقم الحلقة | رقم الحلقة | رقم الحلقة | رقم الحلقة | رقم الحلقة | رقم الحلقة | رقم الحلقة | رقم الحلقة | رقم الحلقة | المتوسط |
| الموسم | الموسم | 1          | 2          | 3          | 4          | 5          | 6          | 7          | 8          | 9          | 10         | المتوسط |
| ------ | ------ | ---------- | ---------- | ---------- | ---------- | ---------- | ---------- | ---------- | ---------- | ---------- | ---------- | ------- |
|        | 1      | 2.22       | 2.20       | 2.44       | 2.45       | 2.58       | 2.44       | 2.40       | 2.72       | 2.66       | 3.04       | 2.52    |
|        | 2      | 3.86       | 3.76       | 3.77       | 3.65       | 3.90       | 3.88       | 3.69       | 3.86       | 3.38       | 4.20       | 3.80    |
|        | 3      | 4.37       | 4.27       | 4.72       | 4.87       | 5.35       | 5.50       | 4.84       | 5.13       | 5.22       | 5.39       | 4.97    |
|        | 4      | 6.64       | 6.31       | 6.59       | 6.95       | 7.16       | 6.40       | 7.20       | 7.17       | 6.95       | 7.09       | 6.84    |
|        | 5      | 8.00       | 6.81       | 6.71       | 6.82       | 6.56       | 6.24       | 5.40       | 7.01       | 7.14       | 8.11       | 6.88    |
|        | 6      | 7.94       | 7.29       | 7.28       | 7.82       | 7.89       | 6.71       | 7.80       | 7.60       | 7.66       | 8.89       | 7.69    |
|        | 7      | 10.11      | 9.27       | 9.25       | 10.17      | 10.72      | 10.24      | 12.07      | غ/م        | غ/م        | غ/م        | 10.26   |
|        | 8      | 11.76      | 10.29      | 12.02      | 11.80      | 12.48      | 13.61      | غ/م        | غ/م        | غ/م        | غ/م        | 11.99   |

## وصلات خارجية
- إما تفوز أو تموت على موقع IMDb (الإنجليزية)
- إما تفوز أو تموت على موقع ميتاكريتيك (الإنجليزية)
- إما تفوز أو تموت على موقع روتن توميتوز (الإنجليزية)
- إما تفوز أو تموت على موقع أول موفي (الإنجليزية)